# بابریسکی
بابریسکی (به انگلیسی: Bobrisky) (زاده ۳۱ اوت ۱۹۹۱) اینفلوئنسر اینستاگرامی نیجریه‌ای است.
او یک زن ترنس است.
او به دلیل حضورش در شبکه‌های اجتماعی اسنپ‌چت و اینستاگرام شناخته می‌شود.